# Scanisaurus (fontän)

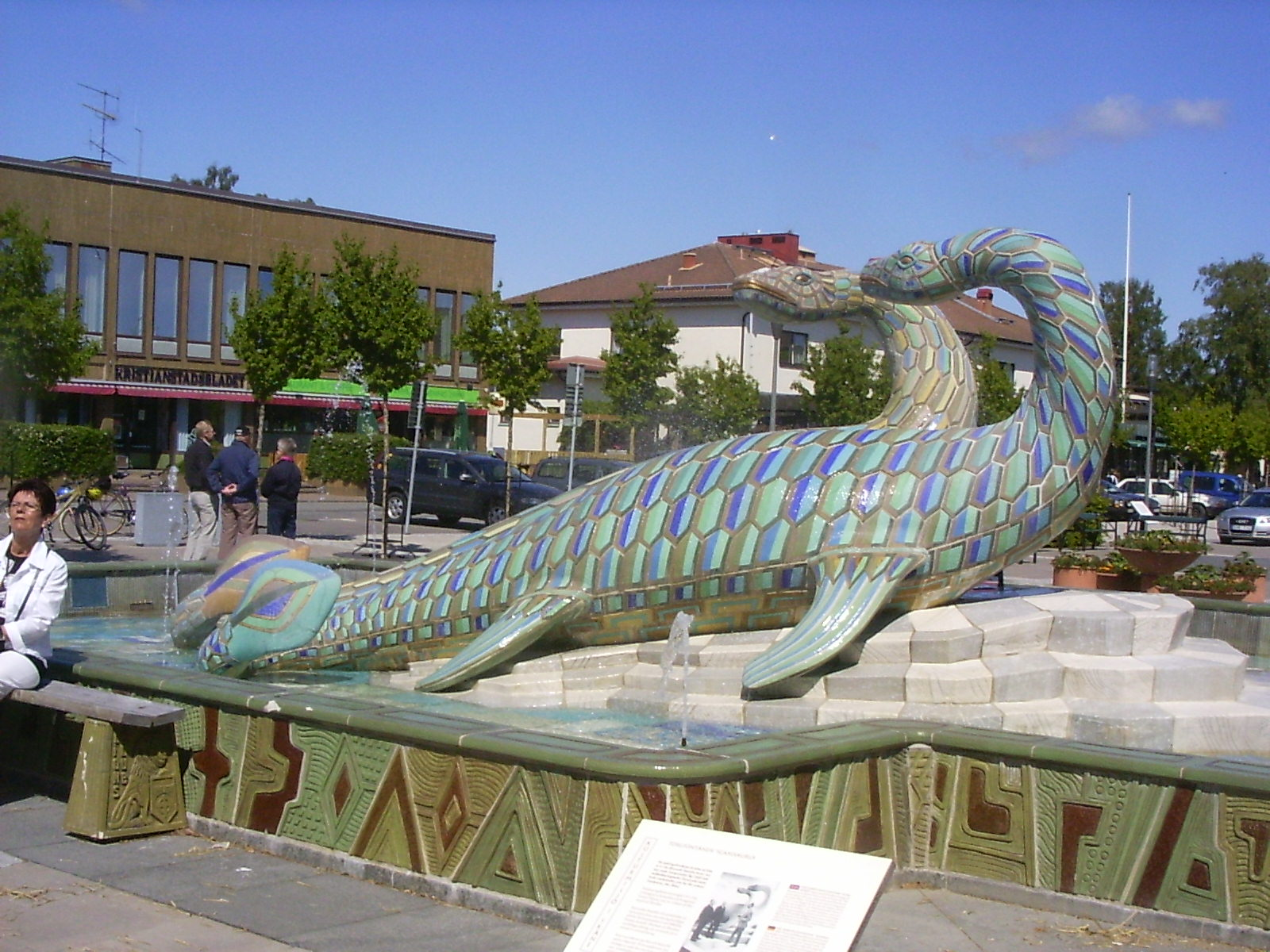
Skulpturen

Scanisaurus är en fontän i Bromölla uppförd av konstnären Gunnar Nylund och invigdes 1971. Den föreställer två svanhalsödlor, en hanne och en hona, som solar sig på en klippa på Ivö. Svanhalsödlorna har namnet Scanisaurus, efter Skåne. Den är sammansatt av runt 3000 delar formsatt keramik, tillverkade på Iföverkens utvecklingsavdelning och monterade på en stomme av armerad betong.